# 超感覚ANALマン
『超感覚ANALマン』（ちょうかんかくアナルマン）とは、コミック電撃大王（メディアワークス刊）にて1993年春号から1999年12月号まで連載されていた安永航一郎著の漫画。単行本第1巻が1997年に発売されているが、予告された第2巻以降は、第1巻発売から20年以上経過した2021年現在でも発売されていない。

## 概要
主人公である天才科学者・菊川肛司（きくかわこうぢ）が、原子力 (Atomic Energy)・中性子 (Neutron)・そして (And)・磁力線 (Lilear) の各エネルギーを統合する素粒子「ANAL（アナル）粒子」の力で強化された肛門の粘膜で全身を覆った超人「ANALマン」に変身し、悪の秘密結社「ビッグアヌス」の残党や東洋一の男色王「後方不敗」などと、どうでも良いような戦いを繰り広げる。
ANALマンは強化された身体能力とさまざまな特殊能力を駆使し、悪と戦う。代表的な武器は肛門から取り出される「イエロー・ソード」。ほかに必殺技として「アナル爆弾パンチ（キックの時もパンチと叫んでいる。名前の元ネタは超人バロム・1の技・バロム爆弾パンチ）」、「アナル全開アタック」、感情が極点に達した際に全身が光り輝く「アナル黄金（ゴールデン）モード」などが存在している。なお、真空中でも宇宙服なしで船外活動ができる。
弱点は、全身の体表が粘膜で構成されているため、非常に（必要以上に）敏感なことである。
「学園ソドミ（『学園ソドム』）」「アナル13（『アポロ13』）」「神々の尻紋（『神々の指紋』）」など連載時期の流行映画・アニメ・ゲーム・書籍を「アナル」「肛門」あるいは「ゲイ」「やおい」に関連したネタでアレンジしたパロディが多数仕込まれており、特に「めざせバケモンマスター」の回で初登場した「バケツ入りモンスター（略してバケモン）デカチュウ不敗」はピカチュウの耳と尻尾をつけたぴちぴちビキニパンツ一丁のむさ苦しい筋肉親父（股間にでんきぶくろ有り）という外見を持つ。
そのほか、『新世紀エヴァンゲリオン』や『少女革命ウテナ』など当時の人気作品から、作者の世代でないと理解できないようなマイナー漫画までをやおい風味に味付けし、クレーム覚悟のお下劣ネタに料理したが、連載途中でいきなり後方不敗の出番がなくなり、序盤の敵・ビッグアヌスとの戦いを描いたおとなしめの連作が続いたのち、打ち切り同然に終了した。

## 装肛悪（アッー）鬼菊正
上記の終了から約10年後の2009年には、アダルトゲームメーカー「ニトロプラス」の作品『装甲悪鬼村正』の公式サイトにて安永によるショートコミックが連載されていたが、その第十六回以降は安永オリジナルの内容である「装肛悪（アッー）鬼菊正」となり、その作中に本作の菊川肛司と後方不敗（金精号 菊正不敗）が独自の設定で登場している。

## 登場人物
菊川肛司（きくかわ こうぢ）/超感覚ANALマン
本編の主人公、連載開始当時の年齢は27歳。
自称「世界的科学者」で、「原子力・中性子そして磁力線の3エネルギーを統合する粒子」を発見する。これを「ANAL粒子」と名づけ、家族に自慢するために父親の部屋に入ったところ、両親の意外な正体を知ることになる。そのさなか、偶然にもANAL粒子の粉末がパンツの中に入ってしまい、その影響でANAL粒子の力を持った超人「アナルマン」に変身してしまう。むさい外見には似ず男ウケがよいため、後方不敗のみならず刺客キャメルマンなどの求愛をも受けている。
後方不敗（こうほうふはい）
「学園ソドミ〜教室の牡奴隷達〜」より登場。
自称「東洋一の男色王」、下半身は常に全裸の筋肉男。「同性愛のすばらしさを教えるため」に来日し、肛司が臨時教師として教鞭を執っている高校に現れ、生徒を次々と襲う。アナルマンに変身した肛司に一目ぼれし、求婚したり手篭めにしようとしたりするが、「黄金モード」が発動したアナルマンの「アナル・ゴールデンパンチ」で吹き飛ばされ、アナルマンへの愛の台詞を残して爆死する。しかし、実際は死んでおらず以後の話では「東カホル」「デカチュウ不敗」など、さまざまな姿に容姿を変えて肛司に付きまとうこととなる。未来には肛司と結ばれる運命にあるとされ、肛司はその運命の改変に命を賭ける。
なお、同人ショップ「とらのあな」秋葉原1号店開店記念テレカにて、露出度の高いサンタ姿でプレゼントを差し出す狂態を見せている（勃起した男根にまでリボンがついている）。
菊川明日穂（きくかわ あすほ）
肛司の妹。やおい鑑定歴20年の腐女子。
兄や不敗のボケに対するツッコミ役。肛司と不敗の結婚を「毎日家でやおい合戦が見られる」と期待して祝福する、痛いおバカさん。名の由来は尻穴、バカ、アホなどを意味する英単語・Ass holeから。